# Urnisa guttulosa
Urnisa guttulosa är en insektsart som först beskrevs av Walker, F. 1870.  Urnisa guttulosa ingår i släktet Urnisa och familjen gräshoppor.

## Underarter
Arten delas in i följande underarter:
- U. g. guttulosa
- U. g. minor